# Tim Owens
Timothy S. "Ripper" Owens é um músico de heavy metal norte-americano nascido em 1967. É mais conhecido por ter sido o substituto de Rob Halford nos vocais do Judas Priest,  gravando dois discos de estúdio com a banda, Jugulator em 1997 e Demolition em 2001, e posteriormente saiu do Judas Priest. A passagem de Tim pela banda britânica serviu de inspiração para o filme Rock Star, estrelado por Mark Wahlberg e Jennifer Aniston. Entrou no Iced Earth, saindo deste em 2006.
Atualmente ele faz parte das bandas Beyond Fear e Charred Walls of the Damned, além de tocar no Dio Disciples, tributo a Ronnie James Dio.

## Biografia
Ele e Dennis Hayes, ex-companheiro do Winter's Bane, formaram a banda Beyond Fear, que lançou o primeiro álbum em 2006.
Em 2004 gravou o CD Glorius Burden com a banda de Thrash Metal Iced Earth. Após 3 anos, retornou às paradas com o disco Framing Armageddon (Something Wicked Pt.I) também com a banda Iced Earth.
Tim iniciou sua carreira em uma banda de tributo ao Judas Priest e foi o escolhido para substituir o lendário vocalista Rob Halford quando este deixou o Judas Priest.
Sua voz tem timbres muito parecidos com o de Halford principalmente em tons agudos sua voz também é muito parecida com a eterna lenda do heavy metal Ronnie James Dio fato que levou Tim a ser o vocalista principal do Dio Disciples junto de alguns ex-membros da banda Dio. Possui um alcance vocal extremamente poderoso, podendo alterar desde falsettes até mesmo para guturais.
Recentemente trabalhou com o guitarrista sueco Yngwie Malmsteen, e em 2009 lançou seu álbum solo Play My Game, que conta com vários músicos de renome, o que só confirma que Tim tem aumentado sua relação com músicos consagrados ao longo dos anos.
O fato de ter cantado em uma banda tributo ao Judas Priest e depois ser o vocalista da própria banda lendária inspirou o enredo do filme Rock Star, estrelado por Mark Wahlberg e Jennifer Aniston.
Em 2018 participou do álbum "Gazing at Medusa" da banda americana Tourniquet.
Tim Owens também está na lista dos 100 melhores vocalista do Heavy Metal ocupando a posição de número 97.

## Discografia
| - Heart of a Killer (1993) - Jugulator (1997) - '98 Live Meltdown (álbum ao vivo, 1998) - Demolition (2001) - Live in London (álbum ao vivo e DVD, 2003) - The Reckoning (single, 2003) - The Glorious Burden (2004) - Overture of the Wicked (EP, 2007) - Framing Armageddon (2007) - Festivals of the Wicked (DVD, 2011) - Beyond Fear (2006) - Perpetual Flame (2008) - Relentless (2010) - Play My Game (2009) - Charred Walls of the Damned (2010) - Cold Winds on Timeless Days (2011) - Creatures Watching Over the Dead (2016) - The Three Tremors (2019) - Spirits of Fire (2019) - Enemies & Lovers (2019) | - Kickstart my Heart: A Tribute To Mötley Crüe (Música: "Louder than Hell", apenas vocal de apoio) - One Way Street: A Tribute To Aerosmith (Música: "Round and round") - Numbers from the Beast: An All Star Salute To Iron Maiden (Música: "Flight of Icarus") - Bat Head Soup: A Tribute To Ozzy (Música: "Mr. Crowley") - Butchering The Beatles: A Headbashing Tribute (Música: "Hey Jude") - Hell Bent Forever: A Tribute To Judas Priest (Música: "Exciter") - Sin-Atra (Música: "Witchcraft") - Demolition Faixa-Bônus, (Música: "Green Manalishi (With the Two-Pronged Crown)", Fleetwood Mac); - Heavy Hitters (Música: "War Pigs", Black Sabbath) - We Wish you a Metal Xmas and a Headbanging New Year (Música: "Santa Claus Is Back In Town", Elvis Presley) - High Impact (Música: "Beat It", Michael Jackson) - Charred Walls of the Damned (Música: "Nice Dreams", Powermad) - Neil Zaza (Download gratuito) (Música: "Keep Yourself Alive", Queen) - Roadrunner United 25th Anniversary Concert (Música: "Abigail", King Diamond) - Edu Falaschi 25th Anniversary Tribute (Música: Spread Your Fire) - Spawn - Round 2 (produção, 1998) - Soulbender - Demo (2008) - Ellefson, Bittner, Grigsby & Owens - Leave it alone (Memorial Track for Dimebag Darrell, iTunes release) (2008) - Roadrunner United - The Concert (DVD, live, 2008) - Avantasia - The Wicked Symphony (2010) - The Claymore - Damnation Reigns (2010) - Memorain - Evolution (2011) - Scheepers - Scheepers (2011) - Vocals on "Remission of Sin" - Desdemon - Through the Gates (2011) - Infinita Symphonia - A Mind's Chronicle (2011) - Wolfpakk - Wolfpakk (2011) - Absolute Power - Absolute Power (2011) - SoulSpell - Hollow's Gathering (2012) - Trick or Treat - Rabbits' Hill Pt.2 (na faixa "They Must Die") (2016) - Tourniquet - Gazing At Medusa (na faixa "Sinister Scherzo") (2018) - Renegade Angel - Damnation (2021) |